# ヤールンサクサ
ヤールンサクサ（ヤルンサクサ、イアールンサクサ、イェルンサクサとも。古ノルド語: Járnsaxa）は、北欧神話に登場する巨人の女性の名である。
その名前は「鋼鉄の短剣」（英語: iron sax）を意味する。

## マグニの母
スノッリ・ストゥルルソンの『散文のエッダ』によると、ヤールンサクサはトールとの間に息子マグニをもうけたとされている。
巨人フルングニルとの戦いが終わり、巨人の脚の下敷きになったトールにマグニが駆け寄る場面で、マグニが「トールとヤールンサクサの子」と紹介されている。
なお、ヤールンサクサがマグニの兄弟モージの母だとははっきり明示されていない。

## 9人の巨人娘の1人
『詩のエッダ』の『ヒュンドラの歌』第35節、37節では、太古に誉れ高い者を生んだ9人の巨人の娘のうちの1人としてイァールンサクサ（ヤールンサクサ）という名が挙げられている。
ドナルド・A・マッケンジー『北欧のロマン ゲルマン神話』においては、この9人の娘がヘイムダルを生んだ9人の母だとされている。
娘たちのうちヤールンサクサを含む7人がエーギルとラーンの娘、ギャールプとグレイプがゲイルロズとラーンの娘であったと説明されている。
ところが『散文のエッダ』第二部『詩語法』第23章では、ヘイムダルが「8と1人の母より生まれた獰猛な息子」というケニングで呼ばれているものの、そこに9人の母の名前は出てこない。
また、『詩語法』第33章に挙げられているエーギルの9人の娘たちの名は、『ヒュンドラの歌』に登場する9人の娘の名と異なり、ヤールンサクサは含まれていない。